# Lipovljani
Lipovljani es un municipio de Croacia en el condado de Sisak-Moslavina.

## Geografía
Se encuentra a una altitud de 150 m s. n. m. a 99,7 km de la capital nacional, Zagreb.

## Demografía
En el censo 2011, el total de población del municipio fue de 3 466 habitantes, distribuidos en las siguientes localidades:
- Kraljeva Velika - 473
- Krivaj - 292
- Lipovljani - 2 284
- Piljenice - 417